# U Thant Island
Belmont Island, znana jako U Thant Island – sztuczna wysepka o rozmiarach 30 × 60 metrów w nowojorskiej cieśninie East River, usytuowana na południe od Roosevelt Island. Znajduje się naprzeciwko siedziby ONZ na wysokości 42 Ulicy. Prawnie należy do dzielnicy Manhattan. Ma status ptasiego (ptaki migrujące) sanktuarium przyrodniczego w celu ochrony m.in. małej kolonii kormoranów i nie jest dostępna dla zwiedzających.

## Historia
Wysepka zawdzięcza powstanie Williamowi Steinwayowi, który w latach 90. XIX w. rozpoczął budowę tramwajowego tunelu pod cieśniną, mającego służyć do transportu fortepianów z jego fabryki na Queensie do salonu wystawowego przy 57 Ulicy na Manhattanie. Wyspę usypano z granitowego materiału wydobywanego podczas budowy tunelu. Steinway nie doczekał się zakończenia budowy tunelu. Projekt został sfinansowany i wykończony w 1907 przez Augusta Belmonta, który zadbał o utrwalenie wysepki.
Obecnie tunel ten, jak i inne tunele Steinwaya, służy w części jako trasa linii metra nr 7. Wysepka nie wzbudzała żadnego zainteresowania aż do 1977, kiedy to została „przygarnięta” przez pracowników ONZ związanych z guru Sri Chinmoyem, ówczesnym kapłanem obsługującym kaplicę międzywyznaniową ONZ. Grupa ta nosząca nazwę „Sri Chinmoy: Pokojowe medytacje w Narodach Zjednoczonych”, wynajęła wysepkę od stanu Nowy Jork, zazieleniła ją oraz nazwała imieniem byłego sekretarza generalnego ONZ, U Thanta, dawnego przyjaciela Chinmoya. Pozostałością po tamtym okresie jest znajdujący się na wysepce 9-metrowy metalowy łuk zawierający rzeczy osobiste należące niegdyś do U Thanta.